# Ліповчиці
Ліповчиці (пол. Lipowczyce) — село в Польщі, у гміні Кодромб Радомщанського повіту Лодзинського воєводства.
Населення — 188 осіб (2011).
У 1975-1998 роках село належало до Пйотрковського воєводства.

## Демографія
Демографічна структура станом на 31 березня 2011 року:
|          | Загалом | Допрацездатний вік | Працездатний вік | Постпрацездатний вік |
| -------- | ------- | ------------------ | ---------------- | -------------------- |
| Чоловіки | 95      | 20                 | 63               | 12                   |
| Жінки    | 93      | 21                 | 41               | 31                   |
| Разом    | 188     | 41                 | 104              | 43                   |